# カネロニ
カネロニ、カネローニ、カンネローニ（イタリア語: cannelloni）はイタリアのパスタ、またはパスタ料理の一種。

## 概要
日本でのカタカナ表記は前述のように様々である。形状もまた様々であるが、「シート状のパスタ生地を筒状にしたもの」であり、筒状のパスタを使用した料理のことである。

## 料理
料理としては、筒の中にひき肉、刻んだ野菜やチーズなどの具材を入れてオーブン焼きするのが基本であるため、正式な料理名としてはカネロニ・アル・フォルノ（cannelloni al forno）となる。料理としてのアレンジも多彩であり、チーズを乗せて焼く、焼き上げたところにトマトソースやクリーム系のソースをかける、ホワイトソースでグラタン風に仕上げる、などがある。カネロニの中に入れる具材に決まりはないが、リコッタチーズが定番とされる。
イタリアでは、クリスマスの翌日（12月26日）に前日のクリスマスディナーで残った肉や野菜を細かく刻んでトマトソースで煮込み、カネロニの中に入れて食べる習慣がある。

## 語源
「大きなパイプ」の意味で、筒状のパスタを指す。